# Wigginton, Staffordshire
Wigginton är en by i civil parish Wigginton and Hopwas, i distriktet Lichfield, i grevskapet Staffordshire i England. Byn är belägen 10 km från Lichfield. Civil parish hade 2 291 invånare år 1931. Byn nämndes i Domedagsboken (Domesday Book) år 1086, och kallades då Wigetone.